# Az Erica világa epizódjainak listája
Ez a cikk az Erica világa című televíziós sorozat epizódjait tünteti fel.

## Első évad: 2009-
|     |                          |                            |                            |                  |                   |  |  |
| 1.  | Dr. Tom                  | Dr. Tom                    | Jana Sinyor                | Holly Dale       | 2009. január 5.   |  |  |
| 2.  | What I Am Is What I Am   | Vagyok, aki vagyok         | Aaron Martin               | Chris Grismer    | 2009. január 12.  |  |  |
| 3.  | Plenty of Fish           | Van más pasi               | Jana Sinyor                | Chris Grismer    | 2009. január 19.  |  |  |
| 4.  | The Secret of Now        | A most titka               | James Hurst                | Peter Wellington | 2009. január 26.  |  |  |
| 5.  | Adultescence             | A felnőtt kamasz           | Daegan Fryklind            | Kelly Makin      | 2009. február 2.  |  |  |
| 6.  | Til Deat                 | Míg a halál el nem választ | Wil Zmak, Jana Sinyor      | Jeff Woolnough   | 2009. február 11. |  |  |
| 7.  | Such a Perfect Day       | Micsoda tökéletes nap      | Michael MacLennan          | Ron Murphy       | 2009. február 18. |  |  |
| 8.  | This Be the Verse        | Elfuserál mamád, apád      | Daegan Fryklind            | David Wharnsby   | 2009. február 25. |  |  |
| 9.  | Everything She Wants     | Mindent, amit csak akar    | Aaron Martin               | Jeff Woolnough   | 2009. március 4.  |  |  |
| 10. | Mi Casa, Su Casa Loma    | Az én házam a te házad     | Semi Chellas               | Chris Grismer    | 2009. március 11. |  |  |
| 11. | She's Lost Control       | Magán kívül                | Aaron Martin               | Phil Earnshaw    | 2009. március 18. |  |  |
| 12. | Erica the Vampire Slayer | Erica, a vámpírgyilkos     | Aaron Martin & Jana Sinyor | Holly Dale       | 2009. március 25. |  |  |
| 13. | Leo                      | Leo                        | Jana Sinyor                | Chris Grismer    | 2009. április 1.  |  |  |

## Második Évad:2009
|     |                                           |                                      |                                                           |                  |                      |  |  |
| 1.  | Being Dr. Tom                             | Dr. Tom világa                       | Aaron Martin & Jana Sinyor                                | Alex Chapple     | 2009. szeptember 22. |  |  |
| 2.  | Battle Royal                              | Királyi ütközet                      | Jana Sinyor                                               | Ron Murphy       | 2009. szeptember 29. |  |  |
| 3.  | Mamma Mia                                 | Mamma Mia                            | Shelley Scarrow                                           | Mike McGowan     | 2009. október 6.     |  |  |
| 4.  | Cultural Revolution                       | Kulturális forradalom                | Karen McClellan                                           | Chris Grismer    | 2009. október 13.    |  |  |
| 5.  | Yes We Can                                | Igen, képesek vagyunk                | Aaron Martin                                              | Rick Rosenthal   | 2009. október 20.    |  |  |
| 6.  | Shhh...Don't Tell                         | Csitt! Ne mondd el                   | Jessie Gabe & Aaron Martin                                | Jerry Ciccoritti | 2009. október 27.    |  |  |
| 7.  | The Unkindest Cut                         | Nem szép húzás                       | Aaron Martin & Jana Sinyor                                | David Wharnsby   | 2009. november 3.    |  |  |
| 8.  | Under My Thumb                            | Magaum ura                           | Shelley Scarrow                                           | Chris Grismer    | 2009. november 10.   |  |  |
| 9.  | A River Runs Through It... It Being Egypt | Folyó szeli ketté...                 | Aaron Martin & Jana Sinyor, James Hurst & Shelley Scarrow | Phil Earnshaw    | 2009. november 17.   |  |  |
| 10. | Papa Can You Hear Me?                     | Apa, hallasz?                        | Aaron Martin & Jana Sinyor                                | Phil Earnshaw    | 2009. november 24.   |  |  |
| 11. | What Goes Up Must Come Down               | Amit, feldobnak, leesik              | Jessie Gabe & Linsey Stewart                              | Gary Harvey      | 2009. december 1.    |  |  |
| 12. | The Importance of Being Erica             | Erica, avagy, jó ha szilárd az ember | Aaron Martin & Jana Sinyor                                | Chris Grismer    | 2009. december 8.    |  |  |

## Harmadik Évad:2010
| #   | Eredeti cím             | Magyar cím | Író                                             | Rendező        | Eredeti premier      | Magyar premier |  |
| --- | ----------------------- | ---------- | ----------------------------------------------- | -------------- | -------------------- | -------------- |  |
|     |                         |            |                                                 |                |                      |                |  |
| 1.  | The Rabbit Hole         |            | Aaron Martin & Jana Sinyor                      | Holly Dale     | 2010. szeptember 11. |                |  |
| 2.  | Moving on Up            |            | Aaron Martin & Jana Sinyor, Kate Miles Melville | Rick Rosentha  | 2010. szeptember 28. |                |  |
| 3.  | Two Wrongs              |            | Aaron Martin & Jana Sinyor, Sean Reycraft       | Holly Dale     | 2010. október 5.     |                |  |
| 4.  | Wash, Rinse, Repeat     |            | Aaron Martin & Jana Sinyor, Esta Spalding       | Rick Rosenthal | 2010. október 12.    |                |  |
| 5.  | Being Adam              |            | Aaron Martin & Jana Sinyor, Ian Carpenter       | Jeff Woolnough | 2010. október 20.    |                |  |
| 6.  | Bear Breasts            |            | Aaron Martin                                    | Alex Chapple   | 2010. október 27.    |                |  |
| 7.  | Jenny From the Block    |            | Aaron Martin                                    | Phil Earnshaw  | 2010. november 3.    |                |  |
| 8.  | Physician, Heal Thyself |            | Jana Sinyor                                     | Chris Grismer  | 2010. november 10.   |                |  |
| 9.  | Gettin' Wiggy Wit' It   |            | Aaron Martin & Jana Sinyor, Jessie Gabe         | John Fawcett   | 2010. november 17.   |                |  |
| 10. | The Tribe Has Spoken    |            | Aaron Martin & Jana Sinyor                      | Kelly Makin    | 2010. november 24.   |                |  |
| 11. | Adam's Family           |            | Aaron Martin & Jana Sinyor                      | Chris Grismer  | 2010. december 1.    |                |  |
| 12. | Erica, Interrupted      |            | Aaron Martin & Jana Sinyor                      | Jeff Woolnough | 2010. december 8.    |                |  |
| 13. | Fa La Erica             |            | TBA                                             | TBA            | 2010. december 13.   |                |  |

## Fordítás
Ez a szócikk részben vagy egészben  a   List of Being Erica episodes című angol Wikipédia-szócikk fordításán alapul.  Az eredeti cikk szerkesztőit annak laptörténete sorolja fel. Ez a jelzés csupán a megfogalmazás eredetét és a szerzői jogokat jelzi, nem szolgál a cikkben szereplő információk forrásmegjelöléseként.